# Aleurotrachelus dryandrae
Aleurotrachelus dryandrae is een halfvleugelig insect uit de familie witte vliegen (Aleyrodidae), onderfamilie Aleyrodinae.
De wetenschappelijke naam van deze soort is voor het eerst geldig gepubliceerd door Solomon in 1935.